# إعصار فريدي
الإعصار الاستوائي الشديد للغاية فريدي (بالإنجليزية: Cyclone Freddy) كان إعصارًا استوائيًا طويل الأمد وقويًا ومميتًا بشكل استثنائي، وقد اجتاز جنوب المحيط الهندي لأكثر من خمسة أسابيع في فبراير ومارس 2023. ويعد فريدي أطول إعصار استوائي - إعصار استوائي دائم وأعلى إنتاج لطاقة الإعصار المتراكمة تم تسجيله على الإطلاق في جميع أنحاء العالم، حيث سافر عبر جنوب المحيط الهندي وموزمبيق ومدغشقر لمدة 37 يومًا وأنتج 87.01 وحدة من طاقة الإعصار المتراكمة. بالإضافة إلى ذلك، فهو ثالث أخطر الأعاصير المدارية المسجلة في نصف الكرة الجنوبي، بعد إعصار إيداي عام 2019 وإعصار فلوريس عام 1973. كان فريدي هو العاصفة الرابعة المسماة في موسم أعاصير المنطقة الأسترالية 2022-2023، والثاني إعصار استوائي شديد الشدة في موسم أعاصير جنوب غرب المحيط الهندي 2022-23.
وكانت مالاوي الأكثر تضرراً حيث تسببت الأمطار المتواصلة في حدوث فيضانات كارثية، وخاصة بلانتير. وأصيبت شبكة الكهرباء في البلاد بالشلل، وأصبح سدها لتوليد الطاقة الكهرومائية غير صالح للعمل. بشكل عام، قتل الإعصار ما لا يقل عن 1,434 شخصًا: قُتل ما لا يقل عن 1,216 شخصًا في ملاوي (مع فقدان 537 شخصًا ويُفترض أنهم لقوا حتفهم)، و198 في موزمبيق، و17 في مدغشقر، و2 في زيمبابوي، و1 في موريشيوس، مما يجعله أول إعصار استوائي يحصد أرواح ما لا يقل عن 1,000 شخص علي مستوي العالم منذ إعصار إيداي في عام 2019. وكان الأمن الغذائي مصدر قلق خاص، حيث تعرض ملايين آخرين للخطر. وضربت العاصفة أثناء تفشي وباء الكوليرا على نطاق واسع في موزمبيق ومالاوي أيضًا؛ وأدت الفيضانات الشديدة إلى تفاقم الوباء. تم العثور على الناجين من الإعصار وهم يحفرون تحت الأنقاض بأيديهم للعثور على ناجين آخرين. ويقدر إجمالي الأضرار بنحو 655 مليون دولار أمريكي، مما يجعله ثاني أغلى إعصار في جنوب غرب المحيط الهندي بعد إيداي.